# Hohenloher Freilandmuseum Wackershofen
Das Hohenloher Freilandmuseum Wackershofen im zu Schwäbisch Hall gehörenden Weiler Wackershofen ist eines von sieben regionalen Freilichtmuseen in Baden-Württemberg. Es wurde 1983 eröffnet und präsentiert hierher versetzte alte Gebäude aus dem Nordosten Baden-Württembergs, vornehmlich aus den Landkreisen Hohenlohe und Schwäbisch Hall, aber auch aus dem Main-Tauber-Kreis, dem Landkreis Heilbronn, dem Rems-Murr- und Ostalbkreis sowie den Landkreisen Heidenheim und Ludwigsburg.
In mehr als 70 umgesetzten, teilweise rekonstruierten Gebäuden aus der Region zwischen Neckar und Main, Schwäbischer Alb und Frankenhöhe, aus Gegenden wie der Hohenloher Ebene, dem Schwäbisch-Fränkischen Wald und dem Taubergrund ist in Wackershofen die Geschichte der Landbevölkerung und ihre Lebensweise vom Spätmittelalter bis ins 20. Jahrhundert hinein dokumentiert.
Museumsleiter ist seit 2013 Michael Happe. Zuvor leitete von 1989 bis 2012 Albrecht Bedal das Museum.

## Geschichte

### Vorgeschichte

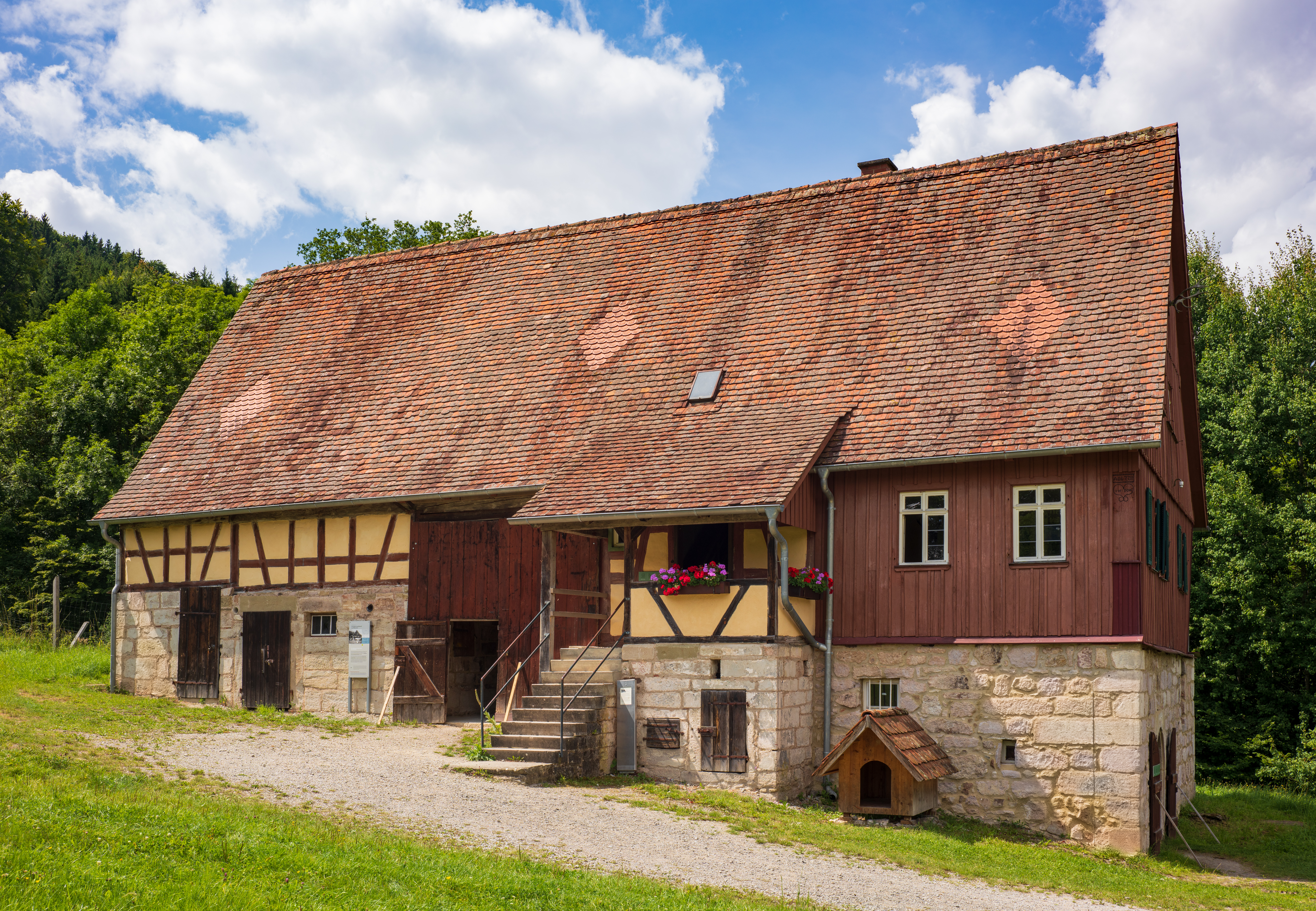
Waldberge, Forsthaus

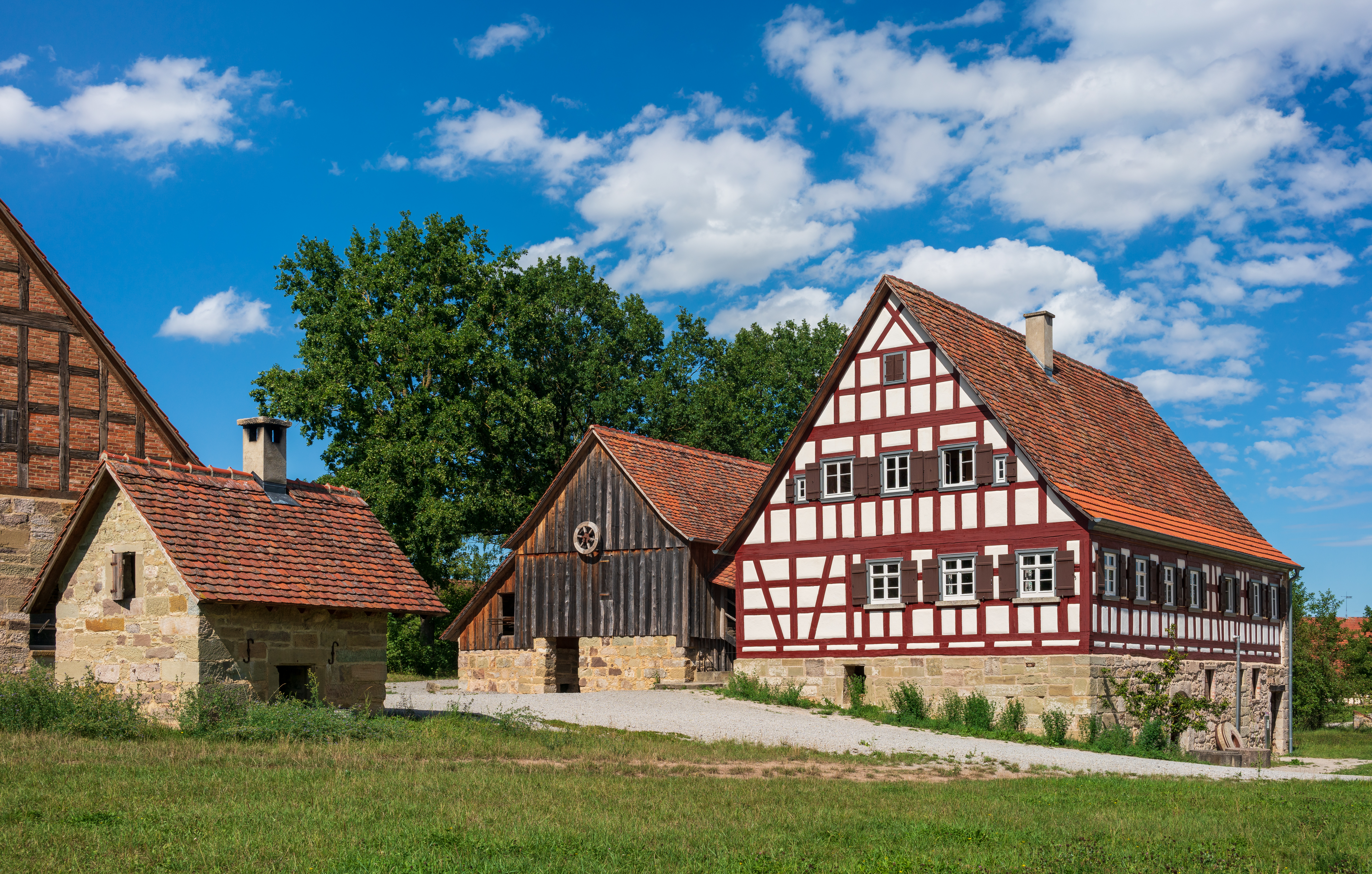
Baugruppe Mühlental - Mahlmühle und Sägemühle

Ein Vorläufer des Freilandmuseums, das Bauernmuseum Schönenberg im Untermünkheimer Ortsteil Schönenberg, war 1972 eröffnet worden. Es zeigte in einem alten Wohnstallhaus häusliche Einrichtungsgegenstände und landwirtschaftliche Gerätschaften.
Als Ende der 1970er-Jahre die Errichtung von Freilichtmuseen in Baden-Württemberg im Gespräch war, schlug die Schönenberger Initiative den Raum Schwäbisch Hall als Standort für ein neues Freilichtmuseum vor, das den fränkischen Teil Württembergs repräsentieren sollte. Die Landesregierung sagte ihre Unterstützung zu und die Stadt Schwäbisch Hall stellte das etwa 35 ha große Museumsgelände zur Verfügung. Es liegt im direkten Anschluss an den Weiler Wackershofen im Süden zwischen der Bahnstrecke Crailsheim–Heilbronn im Norden und geht bis zum Waldrand im Westen.
Mitte 1979 wurde der Trägerverein Verein Hohenloher Freilandmuseum gegründet, ein Museumsleiter eingestellt und ein Museumsbautrupp eingerichtet. Noch im selben Jahr wurde das erste zu versetzende Gebäude, das Steigengasthaus oberhalb von Michelfeld, abgebaut.

### Eröffnung
Bei der Eröffnung im Juni 1983 konnten schon 13 Gebäude der Öffentlichkeit präsentiert werden. Vier Gebäude, nämlich der Weidnerhof mit seinen Nebengebäuden, waren am Wackershofener Dorfrand bereits vorhanden und bildeten den Kern des neuen Museums. Neun weitere Gebäude waren bereits ins Museum versetzt worden.

### Weitere Entwicklung
Bis 1991 wurden schon vierzig Gebäude gezeigt. Seitdem hat sich der Ausbau unter anderem aus finanziellen Gründen verlangsamt, schreitet aber weiter fort. 2007 waren es über sechzig Gebäude.
Neben der direkt an den Weiler Wackershofen anschließenden Baugruppe Hohenloher Dorf, die in der Form eines Haufendorfs Gebäude aus Hohenlohe und dem Haller Umland zeigt, gibt es noch die Baugruppe Weinlandschaft mit Häusern aus den Weingegenden um Heilbronn und an der Tauber.
Etwas entfernter liegt die Baugruppe Waldberge, die Gebäude aus den Waldlandschaften der vom Museum betreuten Region präsentiert.
Ein Mühlental mit (Stand 2010) zwei Mühlen verbindet die Baugruppen Waldberge und Hohenloher Dorf. Der Bachlauf des Mühlentals speist sich bislang nur aus dem Überlaufwasser eines mit Regenwasser gefüllten, oberhalb gelegenen Teichs und liegt daher oft trocken. Angestrebt wird ein geschlossener Wasserkreislauf mit Elektropumpe.

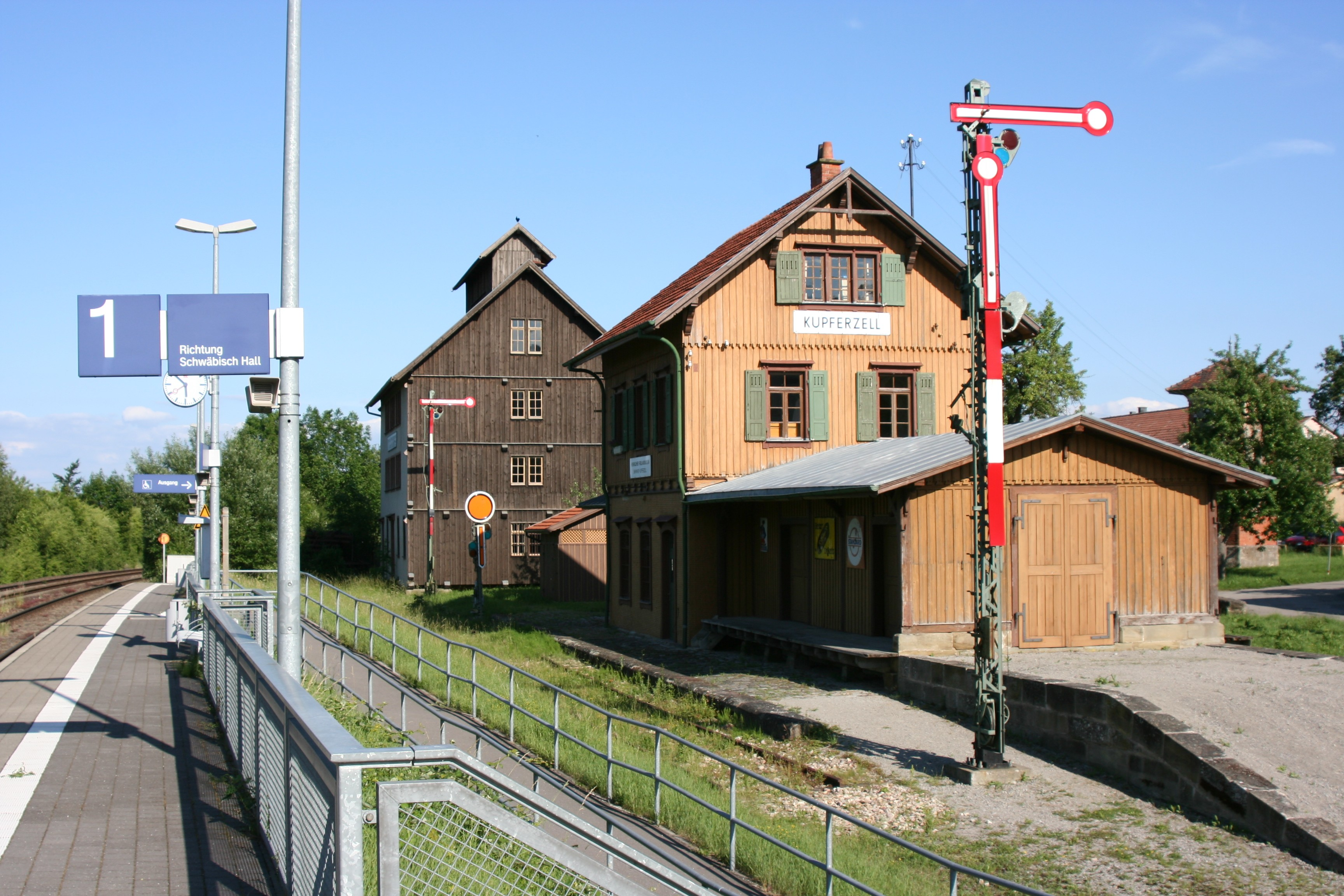
Der Museumsbahnhof

Direkt an der am Museumsgelände vorbeiführenden Bahnlinie wurde eine Technik-Sonderbaugruppe mit dem alten Kupferzeller Bahnhof errichtet Es handelt sich um einen typischen württembergischen Einheitsbahnhof mit seinem Lagerhaus. Die darin befindliche historische Dienstwohnung steht mit Illustrationen zur Geschichte des Gebäudes und seiner Bahnanlage dem Besucher offen.
Seit dem Jahr 2000 gibt es einen Bahnhaltepunkt „Wackershofen“ am Freilandmuseum, der im Zweistundentakt bedient wird. Das historische, hierher versetzte Bahnhofsgebäude trägt aber weiterhin die Aufschrift „Kupferzell“.
Das Museum diente in jüngerer Zeit mehrfach als Drehort für Fernsehfilm-Produktionen wie Das unbezähmbare Herz (ARD 2004), Schiller (ARD 2005), Margarete Steiff (ARD 2005) und Carl und Bertha Benz (ARD 2010). 2014 wurden in Königsbronn spielende Szenen des Spielfilms Elser – Er hätte die Welt verändert im Freilandmuseum gedreht.

## Gebäude

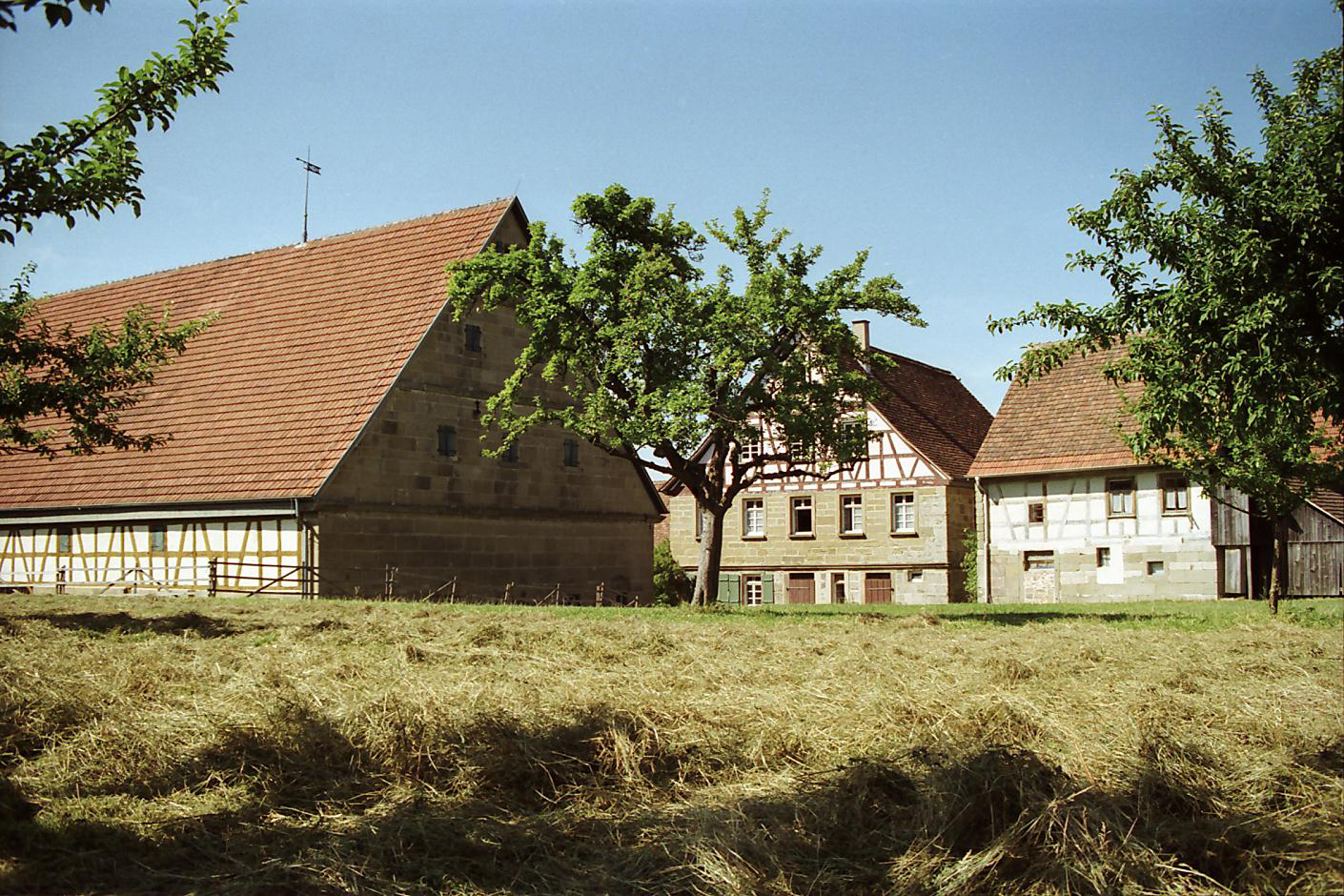
Hohenloher Dorf

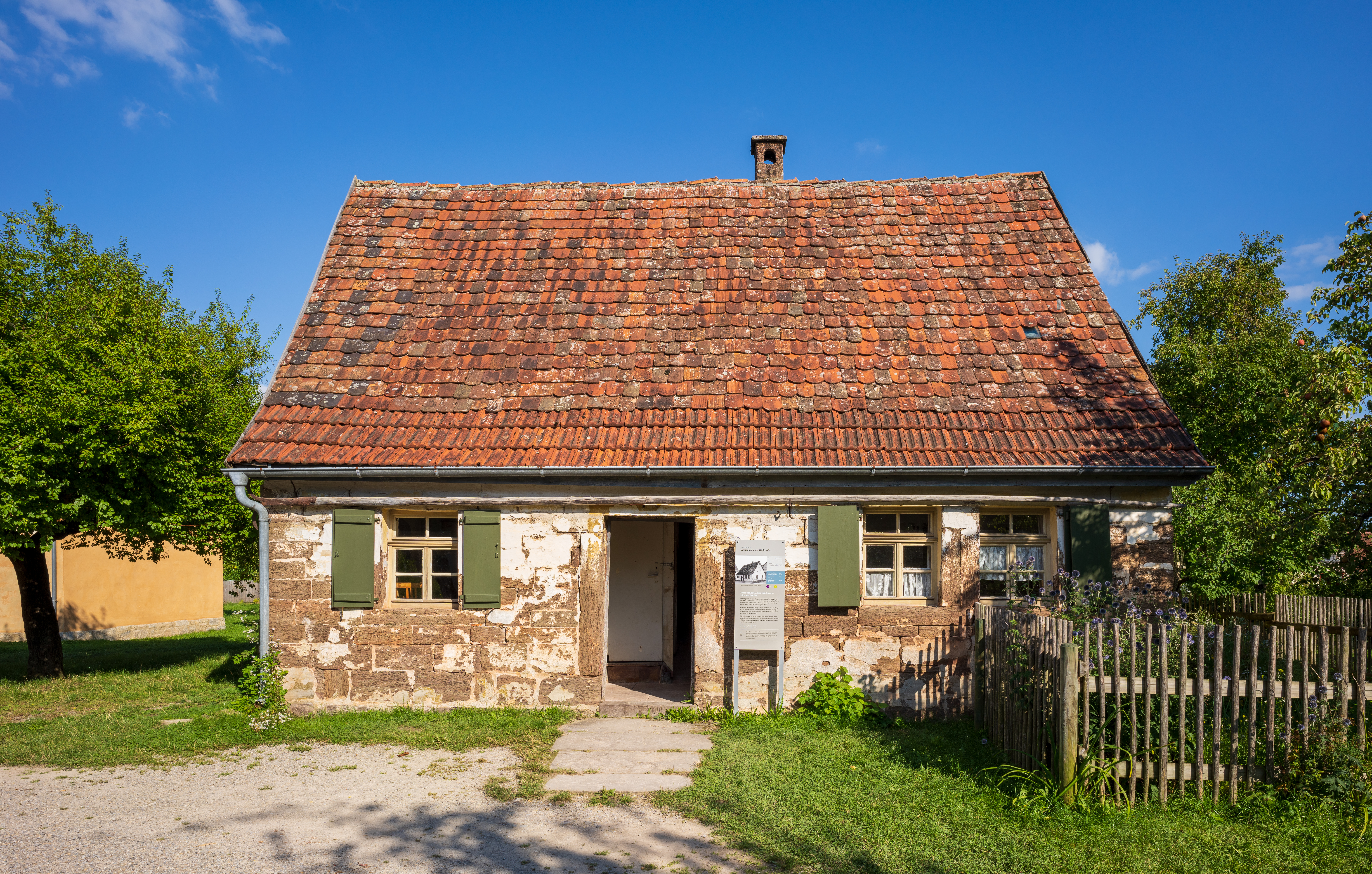
Hohenloher Dorf, Armenhaus

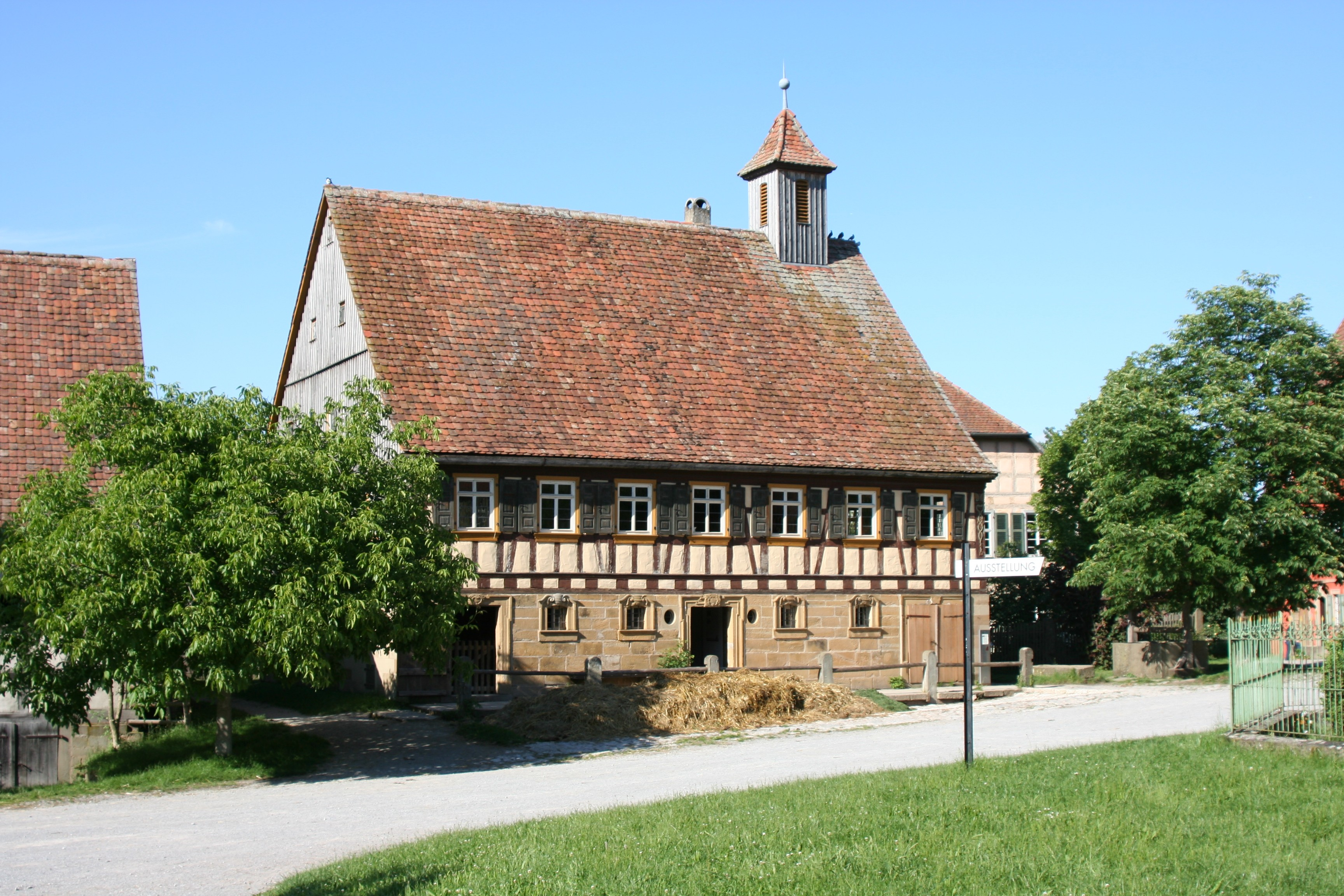
Wohn-Stall-Haus aus Elzhausen

Exponate des Museums sind die Gebäude und ihre historische Einrichtung. Das Hohenloher Freilandmuseum hat sich ganz besonders mit dem Thema Translozierung befasst und sieht die Häuser und Gebäude nicht nur als Hüllen für Ausstellungen, sondern stellt sie selbst als Originalstücke mit eigenem Charakter in die Landschaft und zeigt Handwerk, Haus-, Garten-, Acker- und Landwirtschaft, wie sie in und um die Gebäude lebten.
Neben einer intensiven volkskundlichen Haus- und Bauforschung, die in der Region um Kocher und Jagst in der Vergangenheit so nicht bekannt war, ist das Museum bestrebt, mittels innovativer Translozierungstechniken möglichst viel Originalsubstanz der Gebäude vom ursprünglichen Standort ins Museumsgelände zu verbringen. Schon Anfang der 1980er-Jahre erfolgten erste Versuche mit der Versetzung ganzer Fachwerkwände von Scheunen und Fachwerkgiebeln. Ziel dabei war und ist, die Gebäudesubstanz wie ein klassisches Museumsexponat zu betrachten, die Gebrauchsspuren zu belassen, die baulichen Veränderungen damit zu dokumentieren und nicht einen realitätsfernen, phantasievollen „Ursprungszustand“ im Museum aufzubauen. Die verwendete Technik wird vom Museumsteam in Zusammenarbeit mit der Schwäbisch Haller Spedition Kübler entwickelt, die sich auf Sondertransporte spezialisiert hat und hier oft neue Techniken ausprobiert.
Das führte dazu, 1988 erstmals den ganzen Dachstuhl des Armenhauses aus Hößlinsülz ins Freilandmuseum zu transportieren. Der Erfolg dieser Maßnahme mit den erhaltenen Innen- und Außenwänden einschließlich der Ausfachung zwischen den Balken, originalen Dielenboden, den historischen Dachlatten und vor allem den originalen Putz- und Malschichten war so überzeugend, dass von diesem Zeitpunkt im Hohenloher Freilandmuseum nur noch diese Translozierungstechnik der Großteilversetzung angewandt wurde.
Kurz darauf erfolgte der erfolgreiche Transport unzerlegter, massiv gemauerter Wände, so wie bei der Kapelle aus Stöcken, deren Außenwände mit allen Oberflächen und Spuren früherer Nutzung ins Museum gelangten.
Selbst der Transport eines Gewölbes, unzerlegt und insgesamt knapp 100 Tonnen schwer, gelang und kündet heute im Freilandmuseum vom Geschick früherer Maurer.
Das 100 Jahre alte Bahnhofsgebäude aus Kupferzell mit Wartehalle und Lagerschuppen erreichte Wackershofen in vier großen Raumeinheiten (Erdgeschoss, Obergeschoss, Wartehalle und Lagerraum) auf Tiefladern. Erst hier vor Ort war es möglich, die originalen Wandfassungen zu untersuchen und daraus ein Wiederherstellungskonzept zu entwickeln. Bei der klassischen Methode der Zerlegung wären hier und bei den anderen Häusern viele kulturgeschichtliche Erkenntnisse unwiederbringlich zerstört worden.

## Präsentation volkskundlicher Forschung

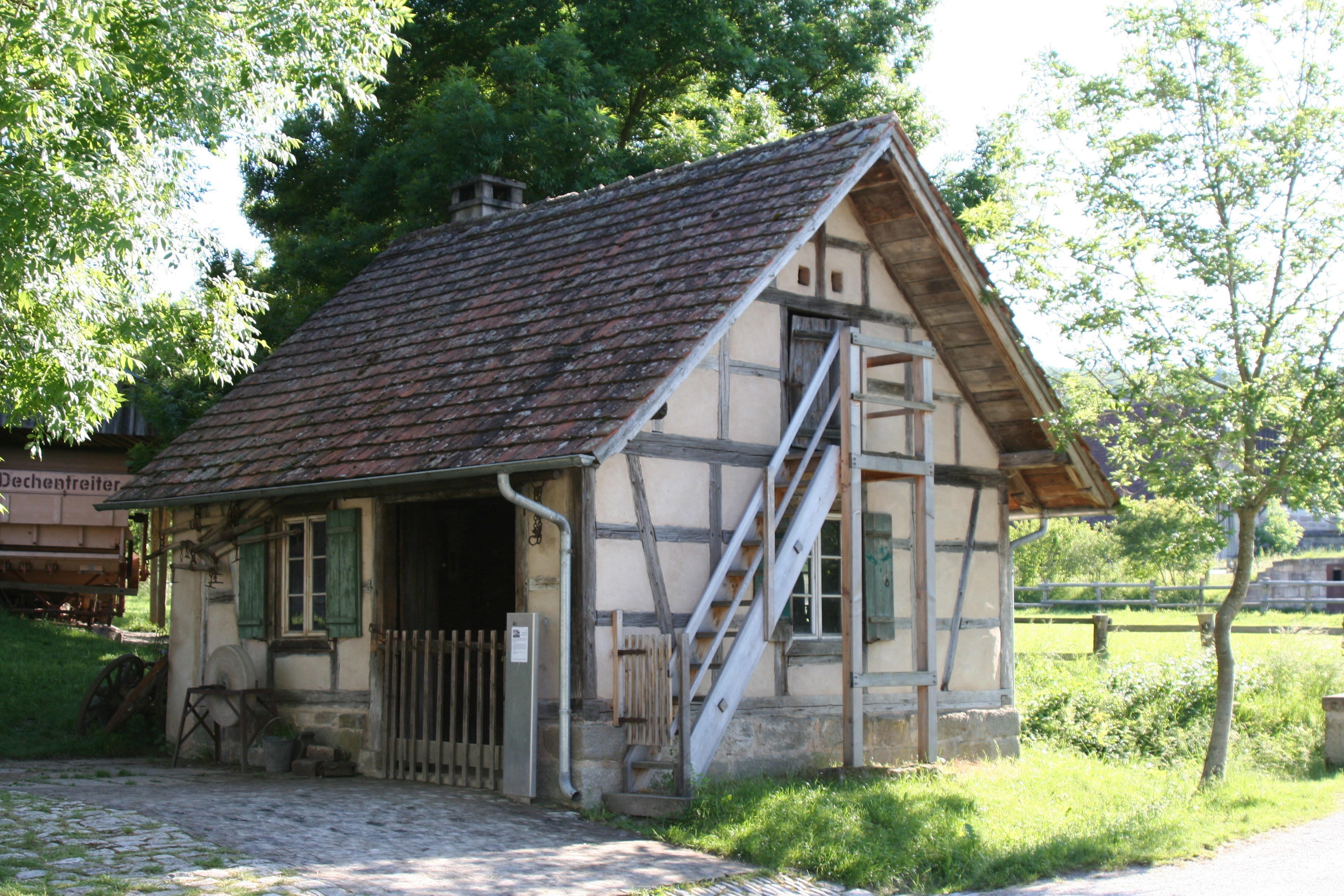
Schmiede

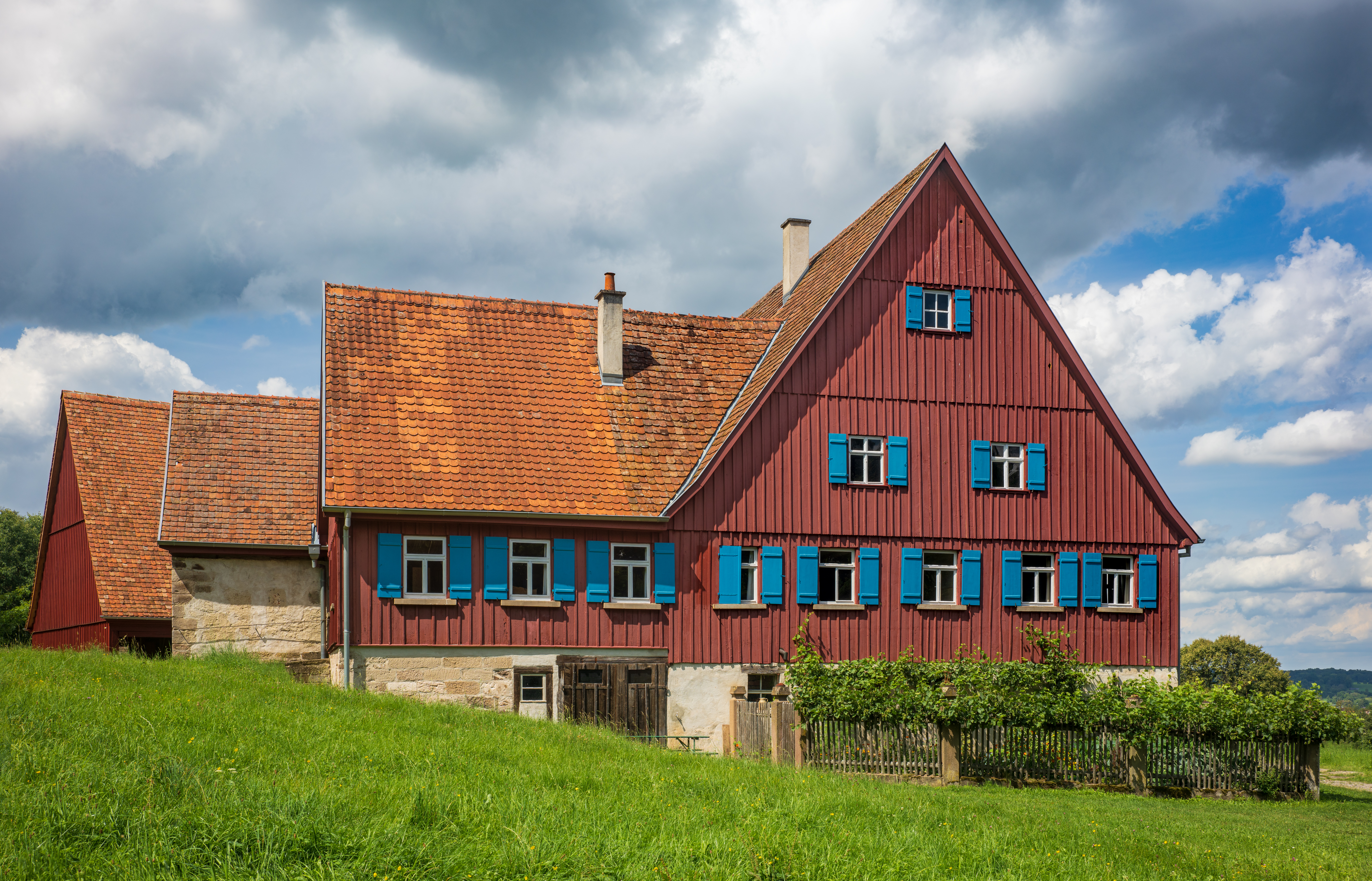
Käshof

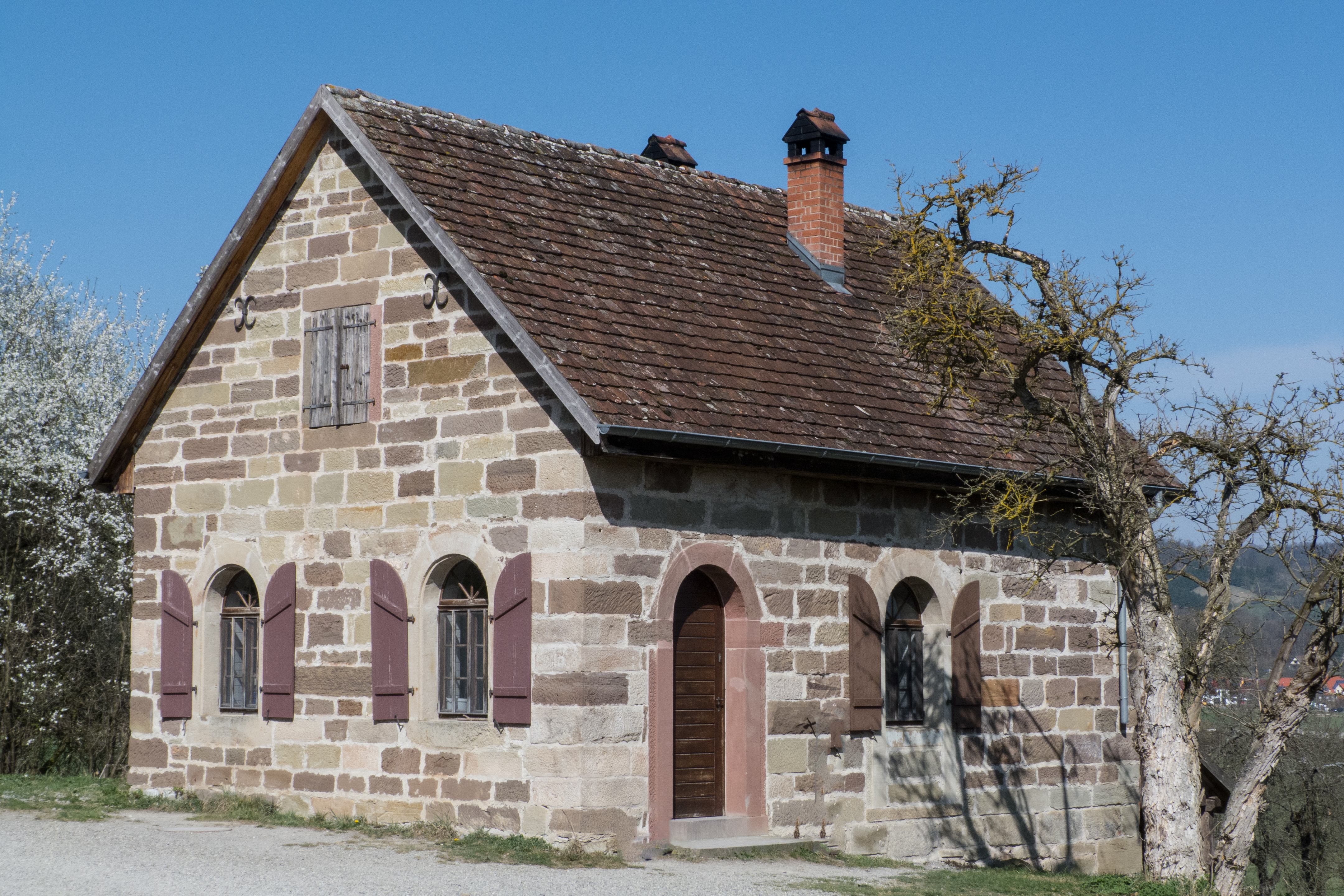
Gemeindebackhaus

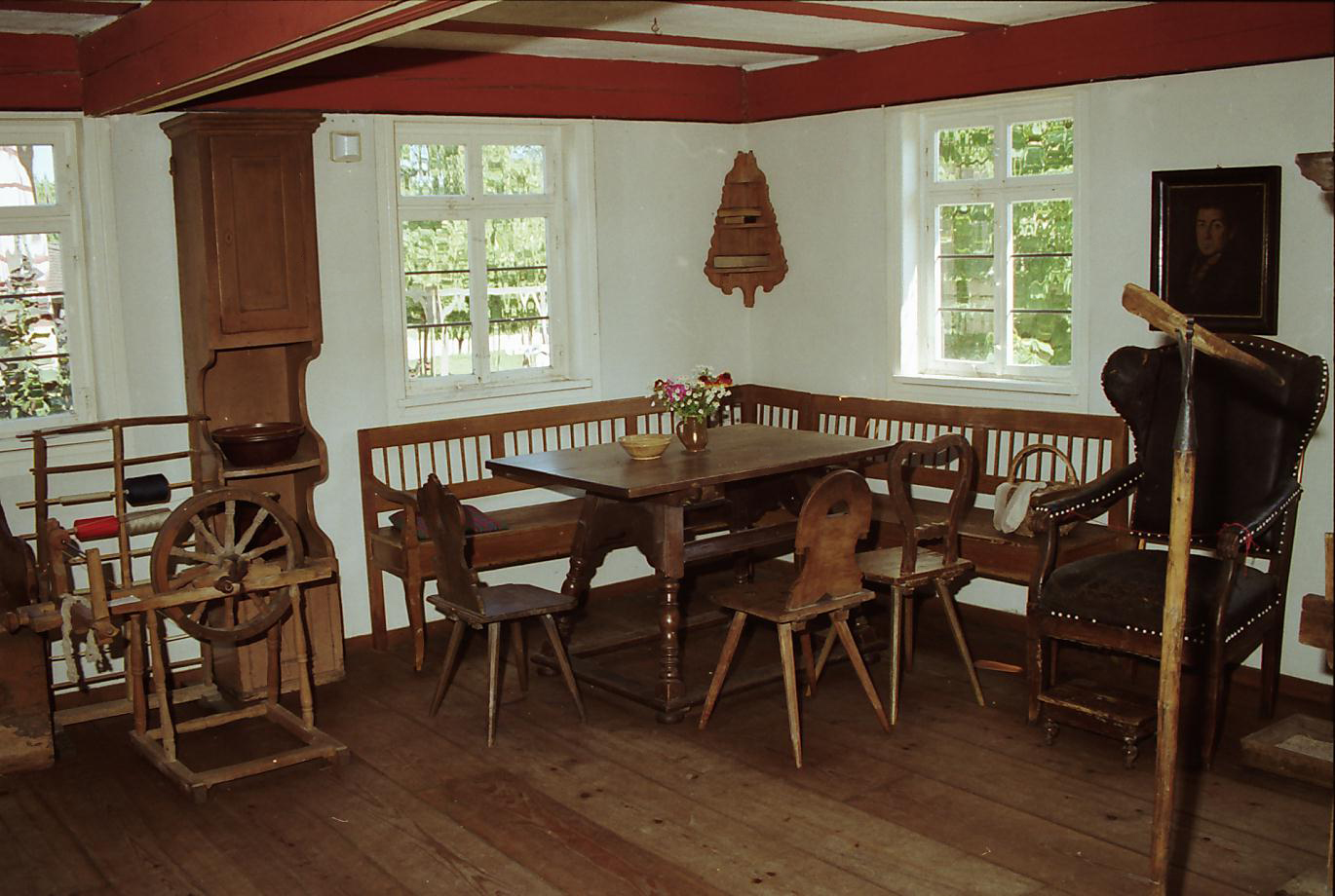
Bauernstube

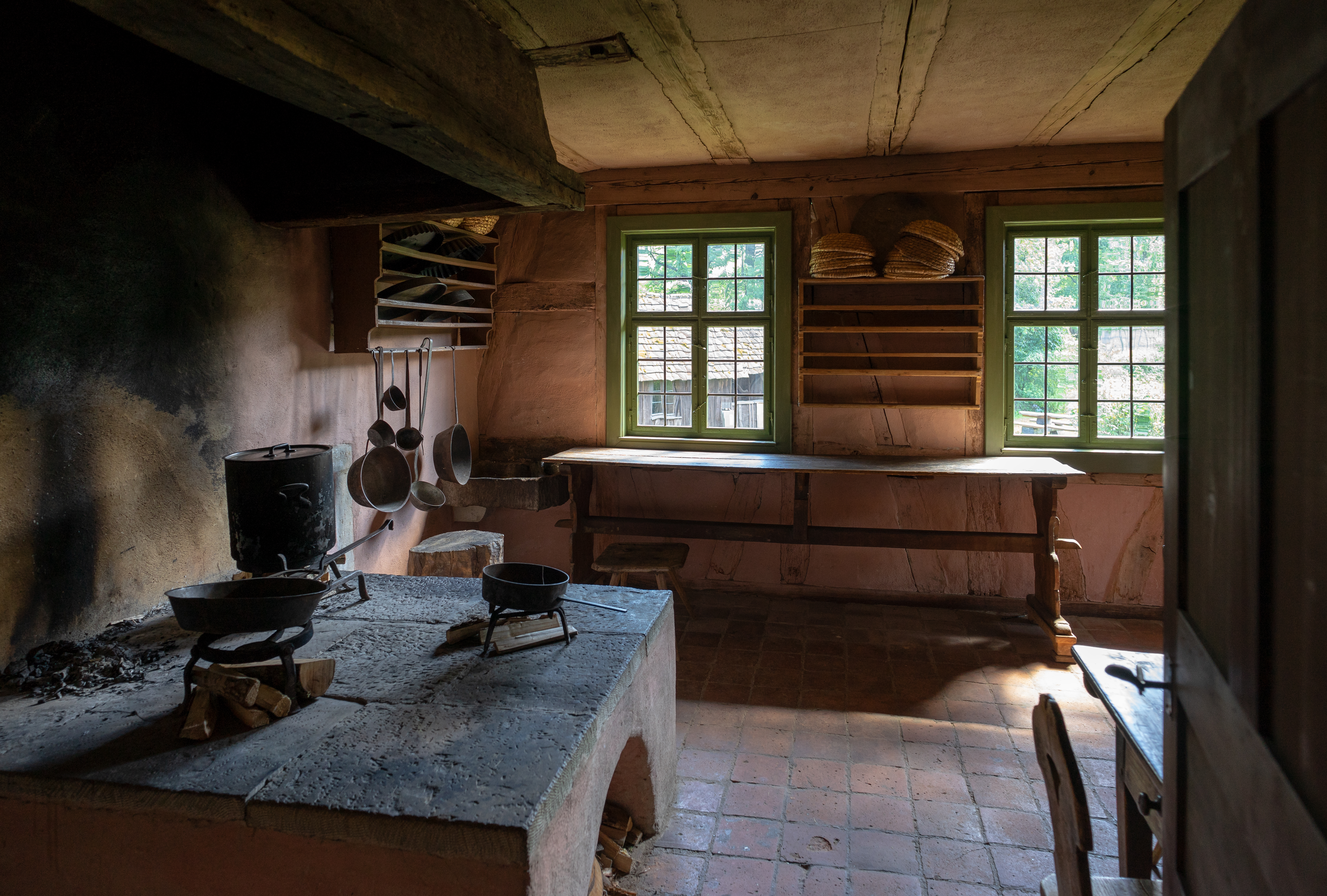
Küche im Steigengasthaus

Stehen auch die Gebäude als zentrale Exponate selbst im Mittelpunkt, geht es dem Museum auch darum, biographisch mit Text und Ausstattungsstücken von den früheren Bewohnern zu erzählen und ihr Leben in einen allgemeinen geschichtlichen Hintergrund zu stellen. Eingerichtete Häuser sind dabei ein unverzichtbarer Bestandteil, aber auch Sonderausstellungen, Vorführungen, Aktionen und Informationen sollen den Besuchern ein lebendiges Bild der weiteren und näheren Vergangenheit vermitteln. Dazu gehören die Haltung von alten Haustierrassen wie Schwäbisch-Hällischen Landschweinen und Limpurger Rindern, von Ziegen, Schafen und Geflügel genauso wie der Anbau historischer Getreidesorten. In vier Baugruppen werden auf dem großen Gelände so unterschiedliche Themen gezeigt wie Weinbau, Schweinezucht, Dorfhandwerker, Frauengeschichte, Landtechnik, Drittes Reich, Schulwesen, fünfziger Jahre und vieles andere.
Ein kleines Haus aus dem späten 15. Jahrhundert erzählt beispielsweise von den bescheidenen Wohnverhältnissen vor 500 Jahren, ein prächtiges Fachwerkhaus von 1794 macht dagegen deutlich, wie auch in früheren Zeiten Wohlstand auf dem Lande zu erreichen war. Ein Handwerkerhaus des 19. Jahrhunderts dokumentiert die frühere enge Verflechtung zwischen Bauern und Handwerkern auf dem Lande. Vom villenähnlichen Großbauerngehöft zu Armen- und Taglöhnerhaus geht die soziale Bandbreite. Scheunen und Werkstätten ergänzen die Hofanlagen.
Das prächtige historische Dorfgasthaus „Roter Ochse“ wird heute im Freilandmuseum wieder bewirtschaftet. Es steht am Rande und kann auch ohne Eintritt in das Museum besucht werden.
In vier Wohnhäusern erfährt der Besucher über Leben und Arbeit früherer Bewohnerinnen. Im Käshof, einem großen Gehöft, wird dem historisch Interessierten die authentische Geschichte einer verfolgten jüdischen Familie berichtet, die auf einem Hohenloher Bauernhof 1944/45 bis zur Befreiung durch die Amerikaner Unterschlupf gefunden hatte. In der als Unterkunft für Zwangsarbeiter genutzten RAD-Baracke wird der Menschen gedacht, deren Arbeitskraft von den Nationalsozialisten zur Stütze ihres Herrschaftsapparats ausgebeutet wurde, sowie die Geschichte der ehemaligen Fassfabrik Karl Kurz KG im Schwäbisch Haller Stadtteil Hessental aufgezeigt. Sie ist eine von einigen wenigen in Freilichtmuseen erhaltenen Baracken dieses ursprünglich in sehr großer Stückzahl produzierten Typs. Ebenso ist im Gebäudebereich 20. Jahrhundert eine Wohnbaracke aus Gschlachtenbretzingen zu besichtigen, die wie viele andere aufgrund des Wohnungsmangels nach dem Zweiten Weltkrieg als provisorische Unterkunft dienen sollte, aber bis 2007 von einer bessarabiendeutschen Familie bewohnt wurde. Zusätzlich wird auf dem Gelände ein aus Fertigbauteilen bestehendes MAN-Stahlhaus aus der Zeit nach dem Zweiten Weltkrieg präsentiert, von denen nur noch wenige existieren. Ergänzt wird das Ensemble von einer Straßenwärterhütte aus den 1950er Jahren, die dem Thema Instandhaltung der Straßen gewidmet ist. 
Ergänzt wird dieses breite Spektrum durch ein historisches Bahnhofsgebäude, an dem heute wieder Züge halten, Schafscheunen, die wie früher wieder als Schafställe dienen, ein großes Lagerhaus für das Aufbewahren der Getreideernte mit voll funktionsfähigem Innenleben, einen Steigengasthof (für Reisende und Fuhrleute) mit kleinem Tanzsaal, ein stattliches Schulgebäude mit original eingerichtetem Klassenraum, einen Bierkeller mit Schankbetrieb (an bestimmten Sonntagen), zwei historische Kegelbahnen, ein Forsthaus, ein Arresthaus, eine Kapelle und eine am Wochenende betriebene Besenwirtschaft zum Weinausschank, ein spezieller schwäbischer Bewirtungstyp.

## Museumspädagogik
Es werden Projekte für Schülergruppen angeboten, die häufig sofort ausgebucht sind.
Angrenzend an das Gelände des Freilandmuseums befindet sich ein Naturkindergarten, dem die Geländefläche des Museums sowie ein Waldgebiet zur Verfügung stehen. Als Schutzraum bei schlechten Wetterverhältnissen dient eine Scheune.

## Veranstaltungen
Jedes Jahr Mitte Mai findet der Süddeutsche Käsemarkt im Museumsdorf statt. Aus ganz Deutschland, aber auch aus anderen Ländern wie der Schweiz, den Niederlanden oder Italien kommen traditionelle Käsereien, die als Slow-Food-Erzeuger ihre eigenen Käsesorten anbieten. Dazu gesellen sich anspruchsvolle Lebensmittel wie spezielle Pflanzenöle, Schnäpse, Kaffee, Kuchen, „Essbare Landschaften“ etc.
Am Pfingstmontag ist im Rahmen des Deutschen Mühlentages die Mühle aus Weipertshofen in Betrieb (Die Mühle ist auch an weiteren ausgewählten Terminen in Betrieb, welche dem Museumsprogramm entnommen werden können).
Regelmäßig werden Handwerkertage veranstaltet, an denen Handwerker – z. B. Drechsler, Schmiede, Schuhmacher, Weißnäherin usw. – aus Hohenlohe ihre Kunstfertigkeit vorführen und Interessenten die Grundlagen ihres Handwerks vermitteln.
Anfang August 2007 veranstaltete der Museumsverein erstmals eine Modenschau mit historischer Bekleidung und aus Vereinsmitgliedern und Museumsbesuchern spontan rekrutierten Mannequins.
Das Backofenfest ist das Jahresfest im Hohenloher Freilandmuseum mit Markt, frischem Blooz (Brotkuchen) aus den Backöfen, Tanzgruppen, Viehprämierung, Gauklern und Musik. Es findet jedes Jahr am letzten Wochenende im September statt.
Im Herbst nach der Ernte wird das Dreschen mit bis zu 100 Jahre alten Originalmaschinen und Riemenantrieb vom Ackerschlepper an mehreren Bauernhöfen im Museumsgelände veranstaltet.
Im Oktober findet die Lichternacht statt, bei der historische Gebäude in farbige Lichter getaucht werden und Laternenrundgänge sowie Auftritte von Feuerkünstlern veranstaltet werden.
Am Saisonende wird ein Schlachtfest mit Hausschlachtung und Verkauf von frischen Fleischerei- / Metzgerprodukten aus der museumseigenen Schweinezucht geboten sowie Ende November ein Vorweihnachtlicher Markt mit kunsthandwerklichem sowie kulinarischem Angebot veranstaltet.
Darüber hinaus gibt es zahlreiche Aktions-Sonntage zu jahreszeitbezogenen Sonderthemen (Imkerei, historischer Kartoffelanbau etc.).